# Tiếng Ấn-Âu nguyên thủy
Tiếng Ấn-Âu nguyên thủy hay tiền ngữ Ấn-Âu (thuật ngữ tiếng Anh: Proto-Indo-European; viết tắt: PIE) là một ngôn ngữ phục nguyên, được coi như tiền thân của mọi ngôn ngữ Ấn-Âu, ngữ hệ có số người nói đông nhất thế giới.
Nhiều công sức đã được đổ vào việc phục dựng PIE hơn bất kỳ ngôn ngữ nguyên thủy nào khác, và ngày nay, đây là ngôn ngữ nguyên thủy được hiểu sâu và kỹ hơn cả. Đại đa số nghiên cứu ngôn ngữ trong thế kỷ XIV đều dồn vào việc tái dựng PIE và những ngôn ngữ nguyên thủy con của nó (như ngôn ngữ German nguyên thủy), và nhờ đó những kỹ năng trong phương pháp so sánh ngôn ngữ hình thành và củng cố.
Ước tính PIE từng là ngôn ngữ nói đơn nhất trong khoảng thời gian 4.500-2.500 TCN vào thời đại đồ đá mới, dù ước tính biến thiên đến cả ngàn năm. Theo giả thuyết Kurgan, nơi bắt nguồn của người Ấn-Âu nguyên thủy là thảo nguyên Pontus–Caspi miền Đông Âu. Sự phục dựng PIE cũng cho là ta biết nhiều điều về văn hóa và tôn giáo của họ.
Do những nhóm người Ấn-Âu nguyên thủy dần tách biệt nhau do di trú, các phương ngữ của PIE dần trải qua những sự thay đổi ngữ âm và âm vị, cùng sự biến đổi về hình thái rồi trở thành những ngôn ngữ riêng biệt. Từ đó, những ngôn ngữ cổ này lại cũng phân tách để tạo ra các ngôn ngữ Ấn-Âu hiện nay. Những ngôn ngữ hậu duệ có số người đông nhất của PIE là tiếng Tây Ban Nha, tiếng Anh, tiếng Hindustan (Hindi và Urdu), tiếng Bồ Đào Nha, tiếng Bengal, tiếng Nga, tiếng Punjab, tiếng Đức, tiếng Ba Tư, tiếng Pháp, tiếng Ý và tiếng Marathi.
PIE có một hệ thống hậu tố biến tố đa dạng cũng như các ablaut (các biến âm được hình thành từ hiện tượng biến đổi nguyên âm, ví dụ như sing, sang, sung trong tiếng Anh). Danh và đại từ PIE có thể biến cách đa dạng, và sự chia động từ cũng khá phức tạp.
Như mọi ngôn ngữ nguyên thủy được phục dựng khác, từ vựng của PIE được đánh dấu bằng dấu sao (*), như *wódr̥ 'nước', *ḱwṓ 'chó', hay *tréyes '(số) ba'.